# Водла (деревня)
Во́дла — деревня в составе Кубовского сельского поселения Пудожского района Республики Карелия.

## География
Расположена на берегу реки Водла.

## Население
| 2002 | 2010 | 2013 |
| ---- | ---- | ---- |
| 27   | ↘17  | ↘5   |

## Инфраструктура
Личное подсобное хозяйство с зоной сельскохозяйственного использования, индивидуальная застройка усадебного типа.

## Достопримечательности
Вблизи деревни расположена, ныне не действующая, деревянная церковь Троицы Живоначальной.

## Транспорт
Деревня доступна автотранспортом.